# Natuurpark Pilancones

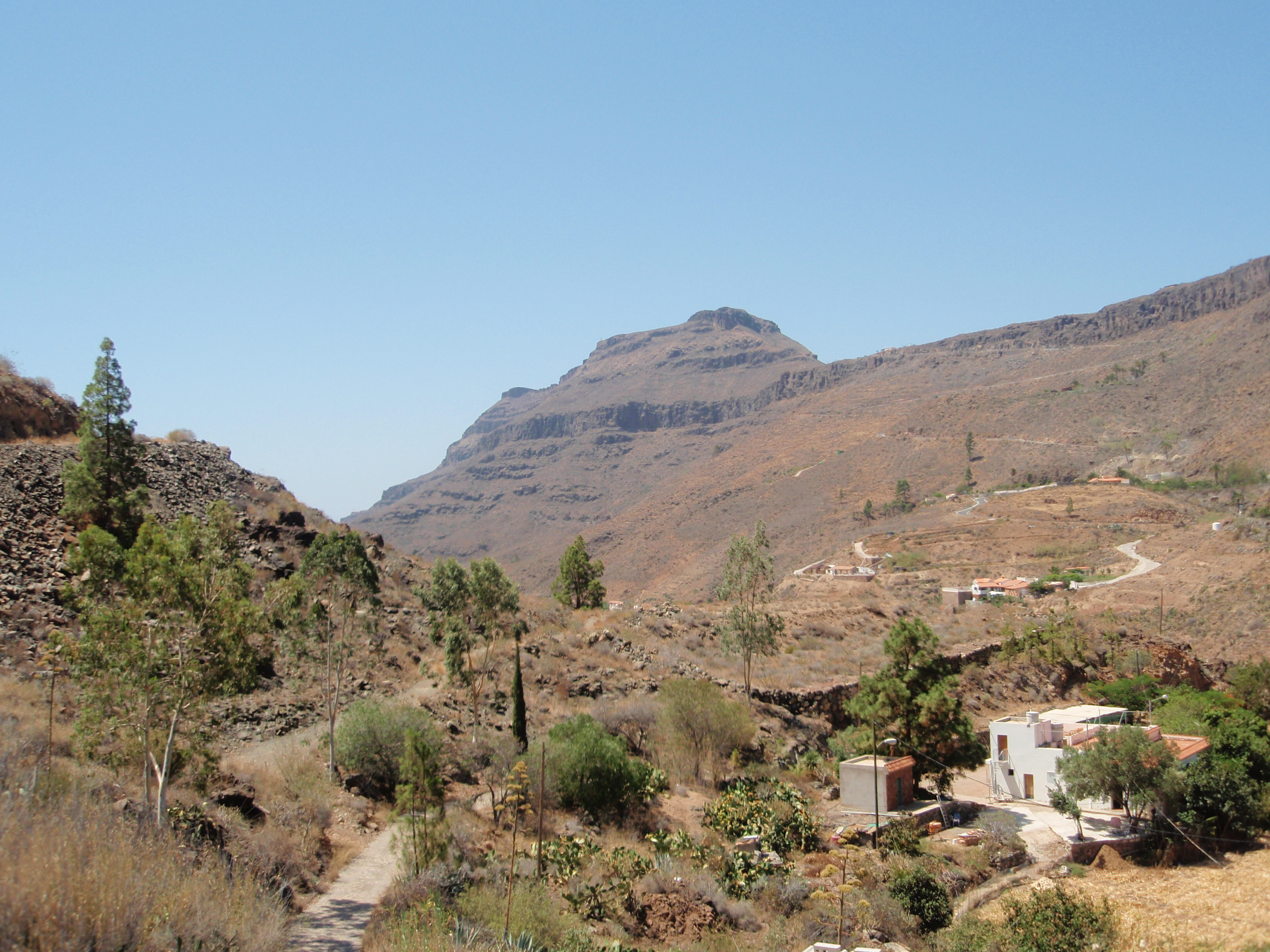

Het Natuurpark Pilancones (Spaans: Parque natural de Pilancones) is een natuurpark op Gran Canaria (Canarische Eilanden) in Spanje. Het natuurpark werd opgericht in 1987 en is 5794 hectare groot. Het natuurpark omvat kloven, bergen en bossen van Canarische den.